# F1 2021 (datorspel)
F1 2021 är det officiella spelet av Formel 1-VM 2021 och Formula 2 Championships utvecklat av Codemasters och publicerat av EA Sports. Det är den fjortonde titeln i F1-serien och den första i serien som publiceras av Electronic Arts EA Sports-division. Spelet släpptes den 16 juli 2021 till Microsoft Windows, Playstation 4, Playstation 5, Xbox One, och Xbox Series X/S.

## Nya funktioner

### Real-Season Start
F1 2021:s nya funktion "Real-Season Start", låter enligt Codemasters och EA, spelaren ta del av händelser som återspeglar liveställningen i Formel 1. Som spelare kan man sedan ta över en förare och köra de återstående tävlingarna.

### Focus
I tidigare spel fanns det olika färdigheter hos förarna i spelet: Pace; Racecraft; Awareness och, Experience. I F1 2021 kom det en till som kallas Focus. Tillkomsten av färdigheten Focus kom fram i en informationsläcka.

### Nya banor
Codemasters har varje år tagit med alla banor som ska köras i den verkliga säsongen i spelet. Portimão, Imola och Jeddah är de nya banorna för året 2021. Dock så kommer dessa banor inte komma i speldebuten. Dessa banor släpps efter debuten eftersom banorna inte är färdiga än utan läggs till i en senare uppdatering av spelet.

## Återkommande funktioner
- My Team
- Delat skärmläge
- Kortare säsonger
- Flerspelarläge

## Karriärlägen

### My Team Career Mode
F1 2021 lanserades med flera nya spelbara förare. Dessa var Michael Schumacher, Ayrton Senna, Alain Prost, Jenson Button, Nico Rosberg, David Coulthard och Felipe Massa.

### Braking Point
I F1 2021 finns det ett karriärläge som heter "Braking Point".

### Tvåspelarkarriär
Det finns ett karriärläge som går att spela tillsammans med en annan spelare. Det finns två olika lägen: "Contracts Mode" och "Battle for acclaim & fight for contracts." "Contracts Mode" spelar man med en annan spelare och då i samma stall. I läget "Battle for acclaim & fight for contracts" så spelar man mot en annan spelare, som är i ett annat stall än en själv, och tävlar då om att få skriva förarkontrakt.

## Nya skademodeller
EA Sports och Codemasters förbättrat skademodellerna i F1 2021. Nu kan man t.ex. även få skador på golvet och på sidan. Även nya däckmodeller har introducerats.

## Säkerhetsbil
Alla tidigare år har Mercedes tillverkat alla säkerhetsbilar, men 2021 används även säkerhetsbilar från Aston Martin. Hälften av säsongen används Mercedes säkerhetsbil och andra halvan används Aston Martins säkerhetsbil. Nu finns båda säkerhetsbilarna i spelet.